# Tjeerd Visser (priester)
Tjeerd Franciscus Maria Visser (Hoek van Holland, 4 oktober 1973) is een Nederlands oud-katholiek priester en voormalig rooms-katholiek priester.
Ook was hij korte tijd vicaris-generaal van het Bisdom Rotterdam.

## Jeugd en opleiding
Visser groeide op in Weert in een niet gelovig gezin. Hij werd op zijn negentiende rooms-katholiek en ging theologie studeren. Dat deed hij eerst in Heerlen, daarna aan de Radboud Universiteit in Nijmegen en later nog aan de Katholieke Theologische Universiteit in Utrecht. Zijn priesteropleiding volgde hij aan Vronesteyn in Voorburg. Op 9 juni 2001 werd hij door bisschop Ad van Luyn in de HH. Laurentius- en Elisabethkathedraal in Rotterdam tot priester gewijd. 

## Kerkelijke loopbaan
Na zijn priesterwijding was Visser werkzaam als pastoraal werker en priester in Den Haag. Daarna was hij parochievicaris in de Ursulaparochie in Delft. Hij werd in 2012 vaste pastoor in de regio Drechtsteden. Op 1 juli 2016 werd hij door bisschop Hans van den Hende naast Dick Verbakel benoemd tot tweede vicaris-generaal van het bisdom Rotterdam. Per 1 juni 2020 verleende de bisschop hem eervol ontslag als vicaris-generaal, nadat Visser bleek te hebben gesolliciteerd als burgemeester van Zoeterwoude. Deze functie was onverenigbaar met het priesterschap.
Later trok Tjeerd Visser zich terug uit de procedure. 
Op 6 september 2020 maakte het bisdom Rotterdam bekend dat Visser, na een periode van rust en reflectie, terugtrad per 1 september 2020, en zijn werkzaamheden als priester wilde beëindigen.
Op 9 november 2020 publiceerde NRC Handelsblad een reconstructie van het ontslag van Tjeerd Visser.
Sinds 2021 is Tjeerd Visser als geestelijk verzorger betrokken bij het Universitair Medisch Centrum Utrecht.
Op 10 september 2023 werd Visser geïnstalleerd als pastoor van de Oudkatholieke kerk in de Sint-Vituskerk in Hilversum.